# Horia Sima
Horia Sima (Făgăraș, Imperi Austrohongarés, 2 de juliol de 1907 - Madrid, Espanya, 29 de novembre de 1993) fou un polític romanès, estret col·laborador del líder feixista Corneliu Zelea Codreanu i el seu successor com a líder de la Guàrdia de Ferro. Està enterrat al cementiri de Torredembarra.

## Orígens de Sima
Fill d'una humil família camperola transilvana, des de jove va rebre una fervorosa instrucció moral cristiana. El seu pare va morir en la guerra el 1917 quan Sima només tenia 9 anys. La seva mare, Andrada Sima va morir a l'any següent, quedant el seu únic fill orfe. Va ser adoptat per la seva tia Elena i portat a Bucarest, on als 25 anys va llicenciar-se a la Facultat de Lletres i Filosofia de la Universitat de Bucarest. Allí es va posar en contacte amb grups nacionalistes i des dels vint anys va començar a freqüentar-los. Ja el 1928 era un membre actiu de la Legió de l'Arcàngel San Miguel, una organització ultranacionalista, antisemita i anticomunista, dirigida pel capità Corneliu Zelea Codreanu. Fins a la detenció dels principals capitosts de l'organització deu anys després passa pràcticament desapercebut, encara que fos un element eficaç en aquesta.

## Els anys de persecució
Al desembre de 1930, la Legió de Codreanu és declarada il·legal i els seus legionaris són arrestats. Horia Sima és portat a presó, on sofreix tractes degradants que, en sortir a la llum, degradaran al seu torn la imatge del Consell de Ministres. És acusat de traïció i d'incitar al caos, però al febrer de 1931 és absolt.
Des de 1931 es torna un dels dirigents de l'organització feixista de Codreanu, la "Guàrdia de Ferro". Participa en la campanya del "Grup de Corneliu Zelea Codreanu" per a les eleccions parlamentàries on diversos guardistes, entre ells Codreanu, són elegits.
L'1 de juliol de 1933 la Guàrdia de Ferro és declarada il·legal, per la qual cosa Horia Sima, Codreanu, Cazanache, Lupulescu i altres guardistes han d'abandonar Bucarest. El 1935, Codreanu torna a la vida pública romanesa fundant "Tot per la Pàtria", el partit polític de la Guàrdia de Ferro, que obté un 18% de les preferències en les eleccions de 1937.

### La dictadura reial: el rei contra els legionaris
El 18 de febrer de 1938, davant un escenari europeu bastant poc prometedor per a la democràcia, el rei Carol II aboleix la constitució, declara il·legals tots els partits polítics i aconsegueix el poder absolut a Romania a través d'un gabinet real. El 28 d'abril, gairebé tots els capdavanters legionaris són arrestats. Codreanu és declarat culpable de traïció i condemnat a deu anys de treballs forçats. En ser detinguts gairebé tots els dirigents més notables de la formació van començar a cobrar importància uns altres menys significats, alguns provinents d'altres províncies i menys coneguts de la policia de la capital. Entre ells es trobava Sima, professor de Llengua i Filosofia d'un liceu del Banato i natural del sud de Transilvania.
Sima destaca aviat com a coneixedor del moviment al país, dinàmic organitzador i eficaç contacte entre direcció minvada a la capital i les províncies, favorable a atacar al govern per les seves accions. Als partidaris d'aquesta postura els afavoreix el triomf alemany davant Txecoslovàquia al setembre de 1938 (vegeu Acords de Múnic). Al novembre, coincidint amb la gira del rei per les capitals de les grans potències occidentals, desencadenen una ona d'atemptats, alguns de caràcter antisemita.
El rei, intimidat per les amenaces de Hitler i desitjós de mantenir el control del país a les seves mans, ordena a Călinescu l'eliminació de Codreanu i la resta de dirigents de la Guàrdia empresonats sense esperar al seu retorn al país. El 30 de novembre, després de l'intent d'assassinat del rector de la Universitat de Cluj, familiar del primer ministre Armand Calinescu, per part d'uns legionaris (fet que Sima va tractar d'impedir), Codreanu i uns altres dirigents legionaris són assassinats a la presó.
Horia Sima i la resta dels pocs dirigents legionaris i guardistes que no han estat assassinats o arrestats conspiren contra el govern dictatorial de Carol II. Es reforça l'ala radical de l'agrupació amb Sima al capdavant mentre que molts dels detinguts reneguen de la seva militància i s'acullen a l'amnistia reial de novembre. Al començament de desembre l'assassinat del seu cabdill fa que més de 300 membres se sotmetin al rei.
El novembre de 1938 i febrer de 1939 començaren a fugir alguns Legionaris a Alemanya. Després d'ocupació total dels territoris txecs al març les rutes de fugida es van perfeccionar i es va formar una direcció col·legiada a Berlín al maig a la qual es va unir Sima. El moviment a Romania, no obstant això, es trobava en el caos, durament perseguit per la policia. L'hivern de 1938-1939 aquesta va descobrir diversos plans d'atemptats de la Guàrdia contra el rei i Călinescu.
Al setembre de 1939 un grup de sis legionaris aconsegueixen assassinar al primer ministre Călinescu, deslligant-se una cruenta represàlia reial que acaba amb la vida de 252 legionaris presos. Sima s'havia desplaçat des d'Alemanya per coordinar l'atac.

## Reconciliació amb Carol i entrada al govern
Davant el creixent poder d'Alemanya a la regió després de derrota de Polònia i la por a un possible atac soviètic el govern decideix tractar d'apropar-se a aquella. Un dels passos que decideix prendre és la reconciliació amb la Guàrdia, que és considerada a Romania una formació amb ple respatller alemany. Al març de 1940 Carol aconsegueix l'acord amb els dirigents que es troben encara el país i en el 26 d'abril de 1940 els atorga una amnistia. Els principals dirigents, no obstant això, es troben a Alemanya agrupats al voltant de Sima. Aquest exigeix al maig a la delegació romanesa que el visita l'aliança amb l'Eix com a condició per a la reconciliació amb el rei. Les victòries alemanyes faciliten l'acord i a la fi de mes Sima torna a Romania.
El 13 de juny de 1940 Sima accepta una reconciliació total amb el monarca i aquest accepta les propostes d'aquell per reformar el Front de Renaixement Nacional que es converteix en el Partit de la Nació, en el qual s'integra la Guàrdia. El 28 de juny de 1940 Sima entra al govern junt altres dos membres de la Guàrdia.

### La guerra mundial i l'abdicació del rei
Al juny de 1940 Romania es retira de la Societat de Nacions. Durant la Segona Guerra Mundial, Carol II accedeix a les pressions d'Alemanya i Hongria, havent de cedir a aquesta última el nord de Transilvania (Segon arbitratge de Viena). Anteriorment havia hagut de cedir Besarabia, Bucovina del Nord i Herta a la Unió Soviètica al juny, davant l'ultimàtum soviètic.
El 3 de setembre de 1940 la Guàrdia tracta de donar una cop d'estat a Bucarest, Braşov i Constança. Triomfant a les províncies, fracassa a la capital, però desencadena grans manifestacions. El rei es veu obligat a acudir al general Antonescu que, encara que crític amb el monarca, és l'únic que pot assegurar-li el control de l'exèrcit, necessari per mantenir-se a poder. Antonescu li concedeix el seu suport alhora que exigeix la seva abdicació. El 6 de setembre de 1940 el rei cedeix i marxa a l'exili al costat de la seua amant en un tren carregat d'objectes de valor. El seu fill Miquel I és nomenat successor.

## Efímerament en el poder

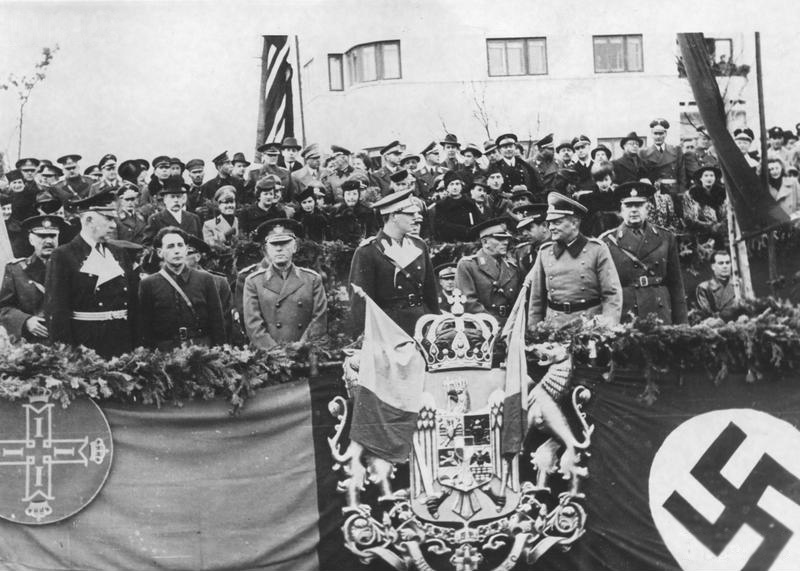
Sima, tercer per l'esquerra, entre l'ambaixador alemany Wilhelm Fabricius (d'uniforme fosc) i el general Ió Antonescu durant la celebració de l'adhesió romanesa al Pacte Tripartit.

El 14 de setembre de 1940 un decret real instaura l'Estat Nacional Legionari (feixista), basat en els principis ultranacionalistes de Codreanu, amb Antonescu com conducator (cabdill) i Sima com a Comandant del Moviment Legionari i vicepresident de govern. L'equilibri entre el conservador militarista Antonescu i els feixistes d'Avenc és precari. Ràpid Antonescu els retreu els "excessos" (atacs a jueus i opositors, robatoris, corrupció, saquejos...). La majoria dels ministeris clau queden en mans militars, a excepció del d'interior.
S'engega una política nacionalista extrema de "romanització", expropiant-se propietats de jueus i estrangers, sovint per interessos particulars. L'educació és filtrada per la Legió, expulsant-se a estudiants hostils al règim i acoquinant-se als professors. Els adversaris polítics són perseguits. Sima intenta fins i tot reformar l'exèrcit, introduint l'elecció d'oficials i l'educació política (nacionalista), la qual cosa alarma a Antonescu.
A la fi de novembre, legionaris assassinen a seixanta-quatre opositors polítics presos a la presó de Jilava prop de Bucarest, als quals havien acusat de crims contra la Legió. L'endemà, intenten segrestar a destacats polítics, assassinant a dos d'ells en l'intent (entre els quals s'explica el conservador Nicolae Iorga). Antonescu intervé davant un astorat Sima per detenir els excessos dels legionaris. La crisi entre conservadors i radicals se salva només per la intervenció del representant alemany. Davant les peticions d'alguns legionaris de posar fi a la violència deslligada, el propi Sima s'havia mostrat impotent per fer-ho.[11]
Al gener s'intensifica la campanya de descrèdit d'Antonescu mantinguda pels legionaris. Aquest torna d'una visita a Hitler en la qual li manifesta la incapacitat de seguir governant al costat de la Guàrdia i dissol els comitès de «romanització», font de gran poder per als legionaris.[12] Dos dies més tard, aprofitant l'assassinat d'un oficial alemany, destitueix al ministre d'Interior i al cap de la policia, legionari, substituint-los per militars de la seva confiança.[13] Els prefectes de policia són aviat reemplaçats per persones afectes a Antonescu.
Les manifestacions de protesta per la destitució del ministre d'Interior es converteixen en disturbis en enfrontar-se els manifestants amb les tropes. S'estenen els combats i hi ha desenes de morts, molts d'ells jueus brutalment assassinats.[14] La Guàrdia aprofita els combats per lliurar-se al saqueig.[14]
Durant dos dies perdura la lluita, contant Sima amb el representant del servei secret alemany, que serà més tard rellevat, mentre que oficialment els alemanys recolzen a Antonescu. El 23 de gener de 1941 Antonescu venç i la resistència de la Guàrdia s'esfondra. El 15 de febrer de 1941, l'Estat Legionari queda abolit.

## Govern titella i exili
Horia Sima i altres dirigents van aconseguir sortir del país gràcies a la col·laboració d'alguns representants alemanys a Romania.[15] A Alemanya, se'ls va internar —en condicions relativament favorables— en diversos camps de concentració.[15] Antonescu va rebutjar la seva proposta de reconciliació realitzada des d'Alemanya a la fi de març de 1941, la qual cosa va posar fi a la relació entre tots dos.[16] Així i tot, els alemanys van mantenir als dirigents legionaris com a possible alternativa al general.[16]
Al començament de 1943, les autoritats alemanyes, interessades a pressionar a Antonescu en les negociacions econòmiques bilaterals, van permetre la fugida de Sima a Itàlia.[16] Una vegada que Antonescu va reduir les seves exigències als alemanys, la Gestapo va obtenir ràpidament la devolució de Sima i el va retornar al camp de concentració d'on se li havia permès escapar.[16]
Després del canvi de bàndol de Romania el 23 d'agost de 1944, els nazis van instal·lar precipitadament a Sima —alliberat com els seus companys dels camps de concentració— com a cap d'un Govern en l'exili a Viena l'endemà.[17] En realitat, donat el desig alemany de crear un Govern de coalició i la dificultat de trobar aliats per a Sima, el Govern solament es va establir veritablement el 10 de desembre.[17] Malgrat les promeses dels legionaris d'organitzar uns seixanta o vuitanta mil guerrillers a Romania, això va resultar impossible.[17] El Govern Nacional Romanès mai va arribar a controlar territori romanès i es va limitar a fer crides a l'aixecament de la població contra el rei.[17] Sima va ajudar a reclutar soldats romanesos entre els presoners de guerra que havien de tornar a les seves unitats a Romania i fomentar la revolta.[17] Un regiment legionari va combatre a més contra els soviètics en Stettin al final de la guerra.[18] Davant l'avanç soviètic, Sima va abandonar Viena a l'abril de 1945 i va passar a Alt-Aussee.[17] Més tard, va passar a la clandestinitat.[18] Desapareix amb documentació falsa i emprèn una fugida de més d'un any, travessant Europa fins a arribar a Espanya.
Acabada la Segona Guerra Mundial, Horia Sima es va instal·lar a Espanya, on va ser un destacat suport estranger per al règim de Franco, que al seu torn va donar cobertura a les activitats i a nombrosos activistes ultranacionalistes i feixistes de l'Est d'Europa, que així van poder eludir les seves responsabilitats derivades de les seves accions en la Segona Guerra Mundial als seus respectius països. El 1949 va renegar del Govern vienés de 1944 i va tractar inútilment de ser admès en el Comitè Nacional Romanès en l'exili.[17] El motiu de la disputa va ser l'elevada dotació econòmica que Hitler hauria lliurat a Sima per tal de bastir un cos militar de reconquesta de Romania, que mai es va arribar a invertir i que aquest s'hauria quedat. Sima, malgrat tot, va continuar sent el líder reconegut per molts legionaris romanesos a l'exili, especialment a Espanya, però també pels grups feixistes romanesos de l'interior contemporanis, fins avui mateix.

## Mort
Al febrer de 2016 Sàpiens va publicar que Josep Bargalló i Montserrat Palau havien localitzat a Torredembarra el lloc de sepultura d'Horia Sima, on també hi ha la tomba de la seva esposa Elvira Sima (Florea de soltera) i on, amb un altre company legionari, hi mantenia una segona residència. Segons aquesta investigació, el règim franquista va dotar a Sima d'una segona identitat, amb el nom de Radu Barbulescu Georgescu, que utilitzava en els seus viatges per Europa (sense el perill, doncs, de ser detingut a causa de la condemna de mort que tenia cursada a Romania) i per dur una vida discreta, familiar i professional, a Barcelona, mentre que, en les seves aparicions a Madrid, en actes d'exaltació feixista i sovint al costat de Blas Piñar, mantenia el seu nom real. A l'editorial de Piñar (Fuerza Nueva) hi va publicar diversos llibres i va participar, fins mesos abans de la seva mort, en les trobades de grups feixistes espanyols i romanesos a Majadahonda al voltant del monument dedicat a Ion Mota i Vasile Marín, dos legionaris romanesos que hi van morir a començaments de la Guerra Civil.
Sima, a començaments de 1993, utilitzant la identitat de Radu Barbulescu, va anar a Alemanya, per tal de trobar-se amb altres representants del moviment legionari romanès. Va morir a la ciutat d'Untermeitingen, en el districte d'Augsburg (Baviera). Hi ha discrepàncies sobre el motiu de la mort (algunes fonts apunten un excés d'anestèsia en la seva visita a un dentista) i sobre la possibilitat que no fos natural, però el cert és que el seu cadàver va ser traslladat ràpidament i dos dies després era enterrat a Torredembarra, mantenint la seva segona identitat, en el nínxol d'un altre romanès exiliat i prop de la tomba de la seva esposa. La investigació publicada per Sàpiens acaba amb la incertesa de la diversitat de llocs i dates de la mort i l'enterrament que s'havien publicat fins ara.